# Абу аль-Рабі Сулейман
Абу аль-Рабі Сулейман (араб. أبو الربيع سليمان; нар. 1289 — 23 листопада 1310) — 6-й маринідський султан Марокко в 1308—1310 роках.

## Життєпис
Походив з династії Маринідів. Син султана Абу Якуб Юсуфа. Народився 1289 року. Разом з братом — султаном Абу Табіт Аміром брав участь у придушенні повстання Османа ібн Абі аль-Ули. 1308 року після смерті брата посів трон. Продовжив облогу Сеути, але без успіху. Тому того ж року уклав з гранадським еміром (володарем Сеути) Мухаммадом III мирний договір, за яким поступався останньому містами Альхесірас, Гібралтар і Сеута, якими вже володів Гранадським емірат.
Втім невдовзі долучився до антигранадської коаліції у складі Кастилії і Арагону. Висловлюється думка, що султан брав таємну участь у змові проти еміра Мухаммада III, якого повалили 1309 року. Водночас внаслідок повстання маринідським загонам вдалося зайняти Сеуту.
Негайно за цим Абу аль-Рабі Сулейман уклав угоду в Фесі з новим гранадським еміром Насром I, за якою султан отримав міста Сеуту, Альхесірас і Ронду. За цим Абу аль-Рабі Сулейман відправив на допомогу Альхессірасу, обложеному військами Кастилії, Арагону і Португалії, флот і війська. Також надав допомогу Насру I в обороні Альмерії від арагонського війська.
У розпал цих подій почалося повстання в області Таза. Готуючись до його придушення, султан захворів і помер у листопаді 1310 року. Трон успадкував його брат Абу Саїд Усман II.